# Колкер, Аркадий Михайлович
Арка́дий Миха́йлович Ко́лкер (род. 14 марта 1948, Сороки, Молдавская ССР) — российский химик, специалист в области физической химии растворов. Доктор химических наук (1989), профессор, заместитель директора Института химии растворов РАН. Действительный член Российской академии инженерных наук имени А. М. Прохорова. Заслуженный деятель науки Российской Федерации.

## Биография
Родился в семье врача и учительницы. В 1966 году окончил среднюю школу № 2 имени А. С. Пушкина в Сороках, в 1971 году с отличием — Ивановский химико-технологический институт по специальности «Химическая технология электровакуумных материалов»), в 1974 году — аспирантуру того же института с защитой кандидатской диссертации (1974). Работал старшим научным сотрудником проблемной лаборатории института (1974—1977), старшим преподавателем (1977—1979), доцентом кафедры неорганической химии (1979—1986).
С 1986 года — заведующий лабораторией «Криохимия неводных растворов» и одновременно с 2004 года - лабораторией «Структура и динамика молекулярных и ион-молекулярных растворов» Института химии растворов РАН, в 1989—1992 годах и с 2001 года — заместитель директора по научно-исследовательской работе Института химии растворов РАН. Член учёного совета института, редколлегии журнала «Известия ВУЗов. Химия и химическая технология», научного совета Российской академии наук по химической термодинамике и термохимии, профессор химико-технологического института. Руководитель экспертной комиссии Главного управления природных ресурсов Ивановской области.

### Семья
Отец — Михаил Ушерович (Оскарович) Колкер (1910—1974), врач-педиатр, выпускник университета города Нанси (Франция). В послевоенные годы был заместителем начальника уездного здравотдела, затем заведовал детским отделением сорокской районной больницы.
Мать — Любовь (Либа) Ароновна Матевич (1914, Капрешты — 1999), выпускница Черновицкого университета, преподавала французский язык в сорокской еврейской школе, а после войны — в сорокском педучилище и в молдавской средней школе № 1.
Двоюродный брат — Оскар Иосифович Койфман, химик, ректор (президент) Ивановского химико-технологического университета.

## Научная деятельность
Основные направления научных исследований — физическая химия растворов, термодинамика ионной сольватации, PVT-свойства жидких систем, структура и свойства жидкофазных материалов при экстремальных воздействиях.
Основные достижения:
- выявил фундаментальные физико-химические характеристики водных и неводных систем в низкотемпературной области, а также при высоких давлениях;
- обосновал закономерности влияния низких температур на термодинамические свойства неводных растворов электролитов, на характеристики сольватации ионов, их ассоциацию и подвижность;
- разработал новые типы высокоэффективных экологически чистых смазочно-охлаждающих композиций, неорганических теплоносителей и фильтрующих хладоагентов для лазерных устройств.